# Whiting
Pour les articles homonymes, voir Whiting (homonymie).
Withing est une ville située dans l'aire urbaine de Chicago (États-Unis) et a été incorporée en 1869. Elle est située sur la rive la plus au sud du lac Michigan et a été surnommée Little City on the lake (La petite ville du lac). Elle est distante d'environ 25 km du centre-ville de Chicago.

## Démographie
| Groupe            | Whiting | Indiana | États-Unis |
| ----------------- | ------- | ------- | ---------- |
| Blancs            | 76,3    | 84,3    | 72,4       |
| Autres            | 15,7    | 2,7     | 6,4        |
| Afro-Américains   | 3,5     | 9,1     | 12,6       |
| Métis             | 3,2     | 2,0     | 2,9        |
| Amérindiens       | 0,7     | 0,3     | 0,9        |
| Asiatiques        | 0,7     | 1,6     | 4,8        |
| Total             | 100     | 100     | 100        |
|                   |         |         |            |
| Latino-Américains | 40,7    | 6,0     | 16,7       |

Selon l'American Community Survey, pour la période 2011-2015, 80,07 % de la population âgée de plus de 5 ans déclare parler anglais à la maison, alors que 17,79 % déclare parler l'espagnol, 0,77 % le polonais, 0,74 % le serbo-croate et 0,63 % une autre langue.

## Économie
Withing abrite la cinquième plus grande raffinerie de pétrole des États-Unis, exploitée par BP. Le site fut construit dans les années 1890 et était la propriété de Standard Oil of Indiana, qui devint Amoco avant de fusionner avec BP.